# Prva TV
Prva TV je slovenska komercialna televizijska postaja podjetja Nova hiša, ki izdaja tudi medij Nova24TV, predvaja pa slovensko glasbo. Odgovorni urednik je Boris Tomašič.
Televizija trenutno predvaja štiri oddaje lastne produkcije, preostali program pa zapolnjujejo glasbeni spoti slovenskih izvajalcev.

## Oddaje
| Naslov                      | Voditelj             | Predvajanje         | Predvajanje | Št. oddaj |
| --------------------------- | -------------------- | ------------------- | ----------- | --------- |
| Ob sodčku s harmoniko       | Jernej Brilej        | november 2023–danes | petek       | 31        |
| Lestvica popularnih 10      | Ula Ložar            | januar 2024–danes   | sobota      | 26        |
| Pulz mladih upov            | Kaja Pavlič          | maj 2024–danes      | četrtek     | 9         |
| Lestvica narodnozabavnih 10 | Ana Marija Bunderšek | maj 2024–danes      | nedelja     | 6         |